# آرامستان ارامنه سیمفروپول
آرامستان ارامنه سیمفروپول (ارمنی: Սիմֆերոպոլի հայկական գերեզմանատուն) یک آرامستان متعلق به ارمنی‌های کریمه در سیمفروپول در ناحیه مرکزی جمهوری خودمختار کریمه می‌باشد که در شماره ۲ خیابان باخچیساراسکا واقع شده است. این آرامستان حدود ۲۰۰ عمر دارد و رسماً در سال ۲۰۰۴ بسته شد. در سال ۱۹۹۷ کلیسای جدید هاکوب مقدس در این آرامستان بنا گردید.

## نگارخانه

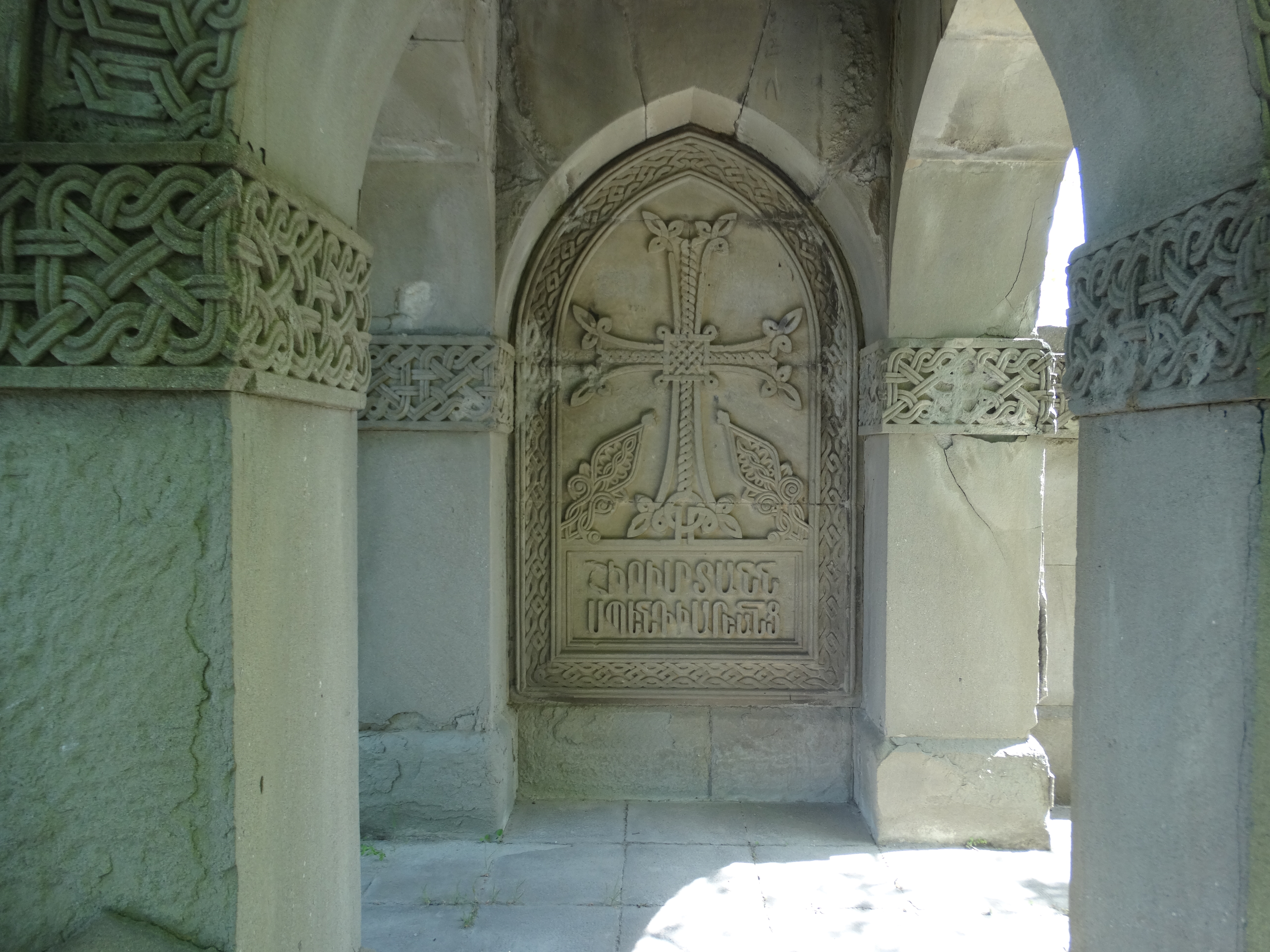
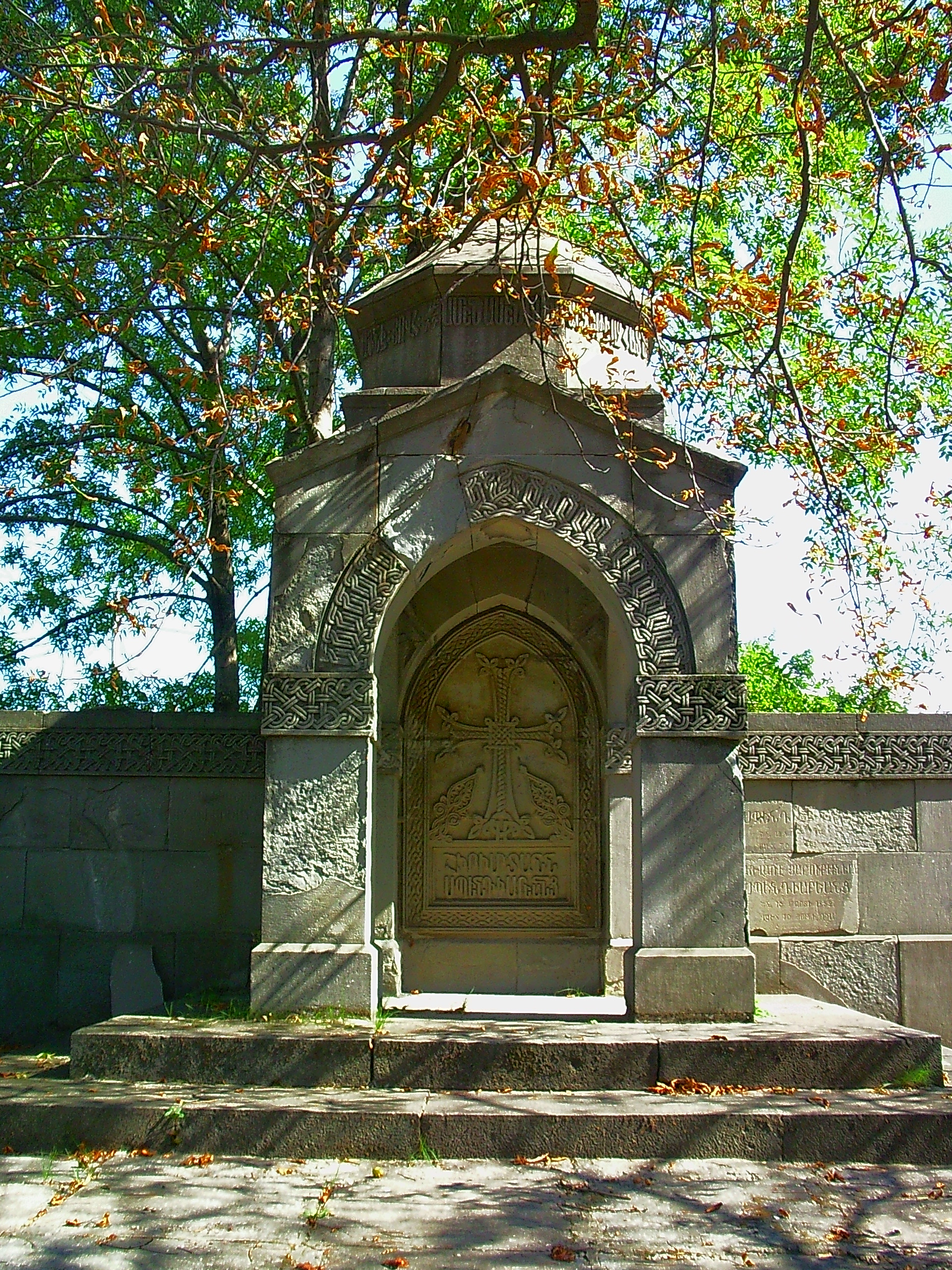
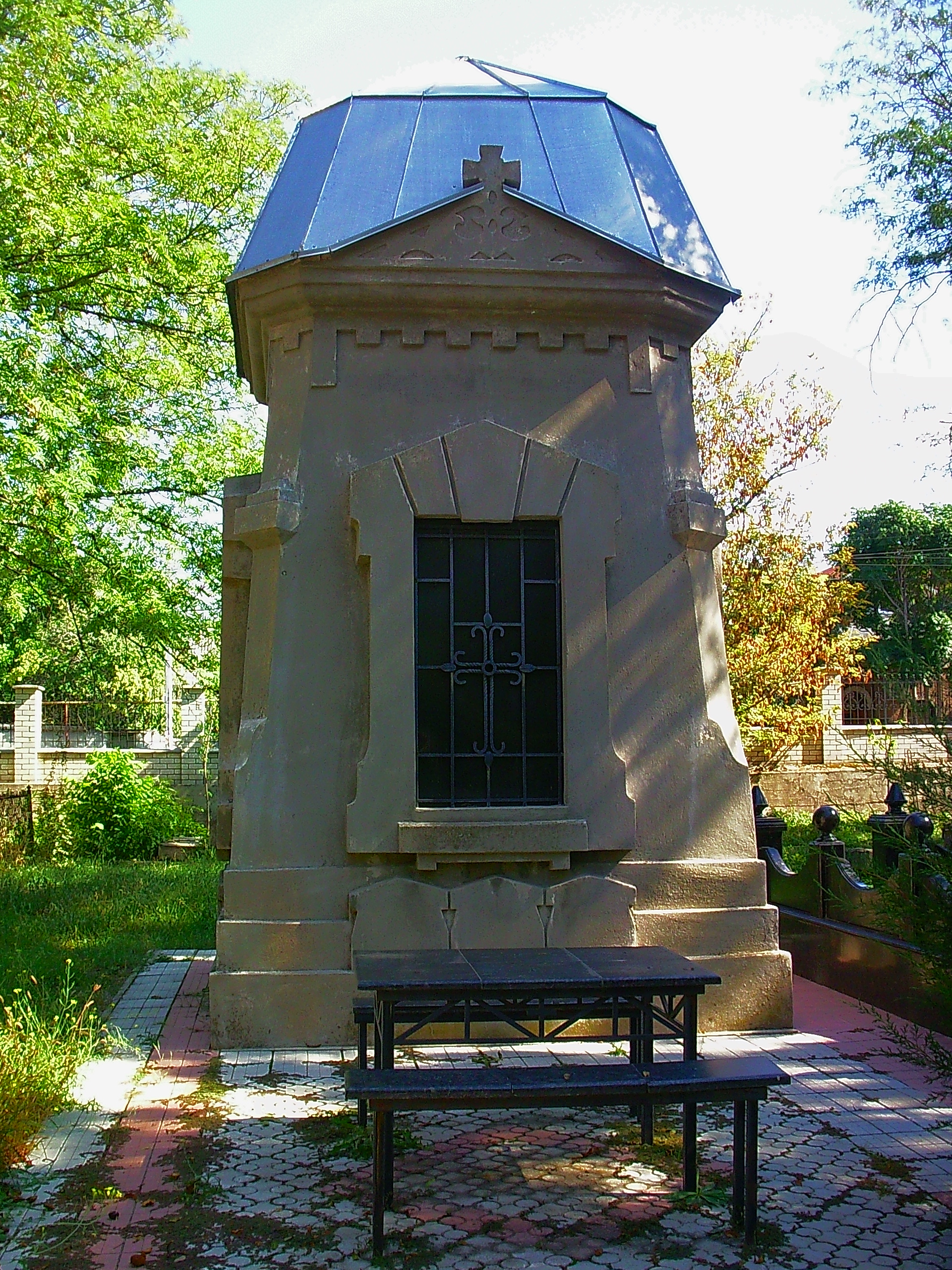
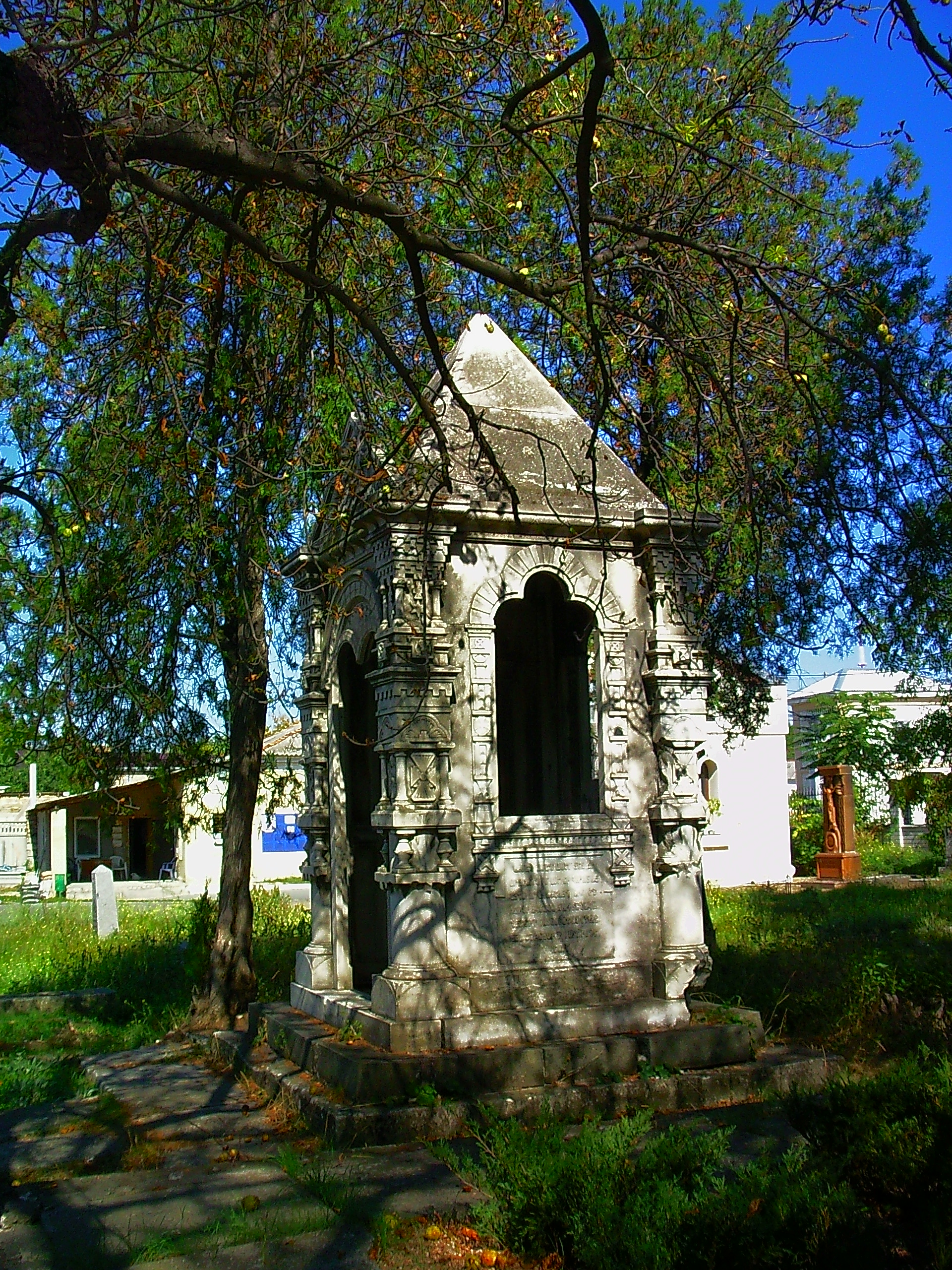
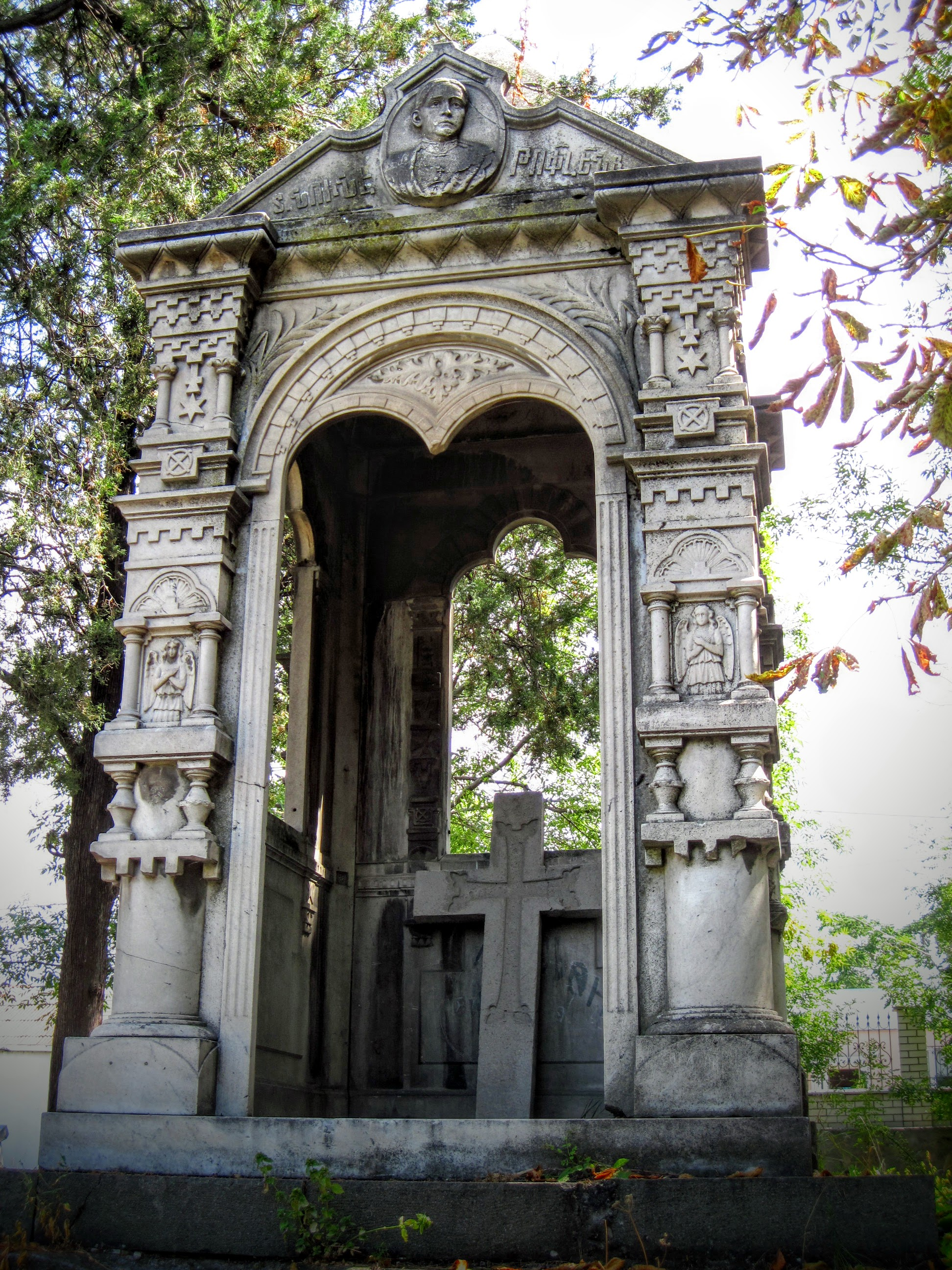
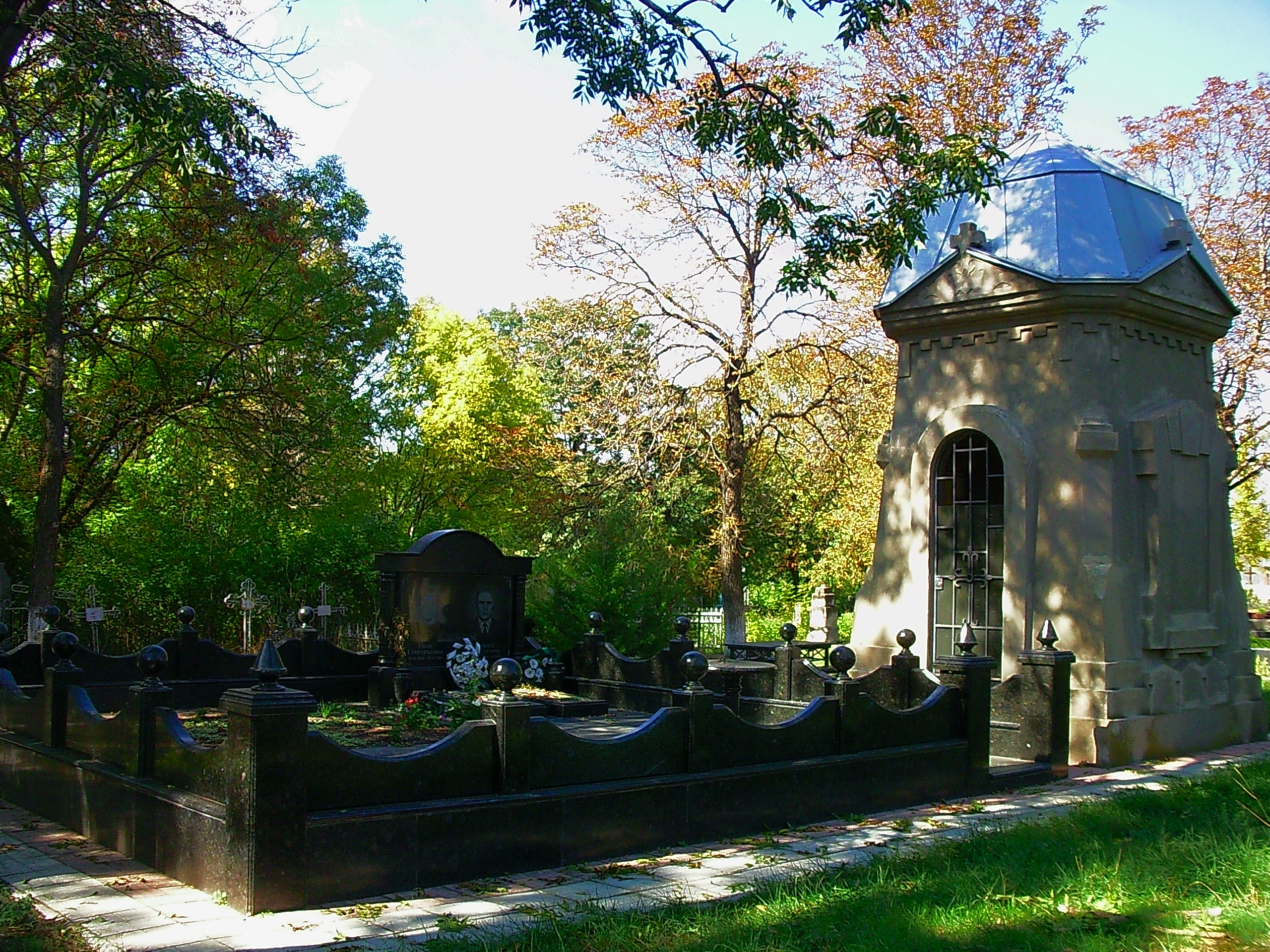
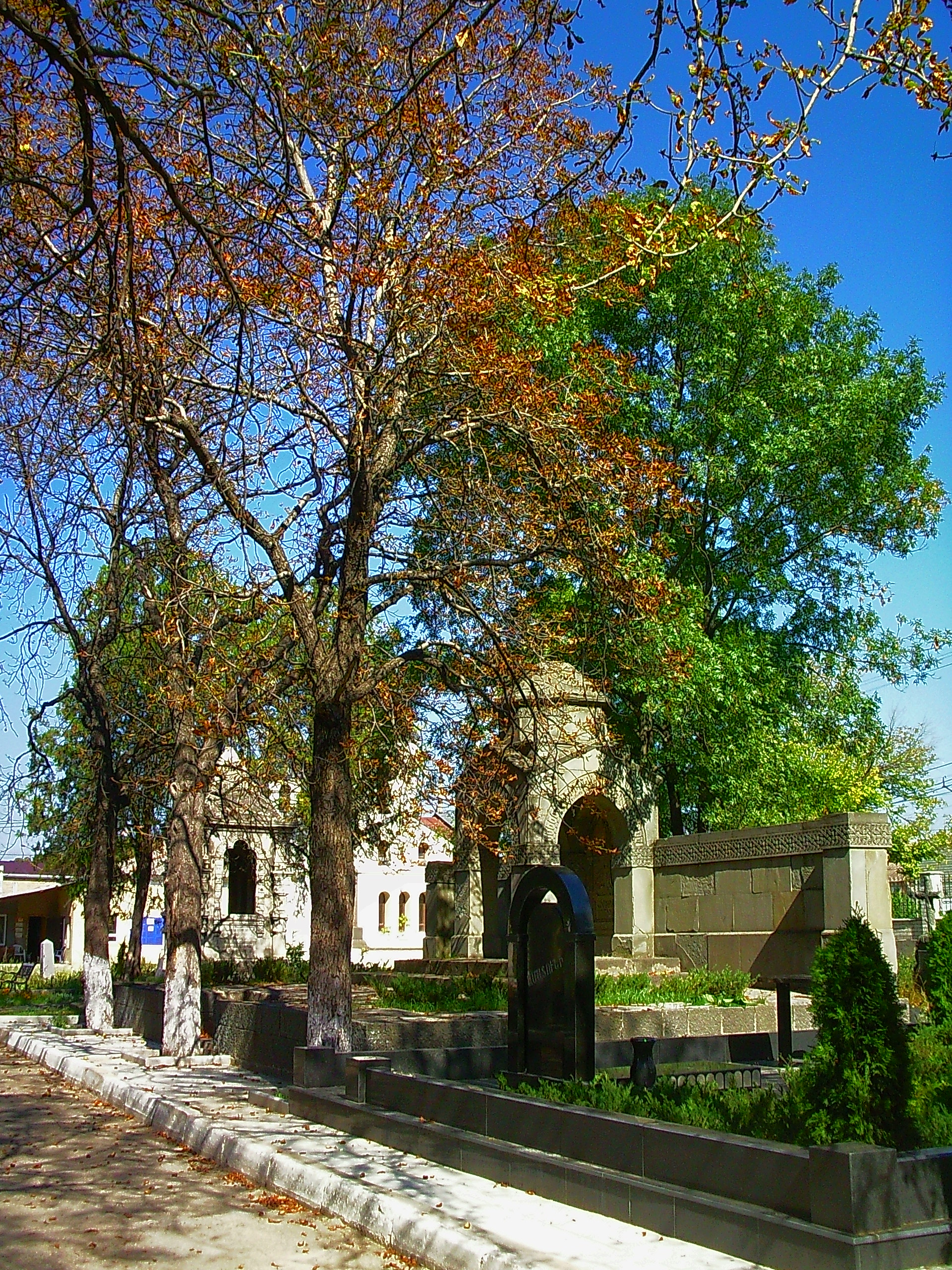
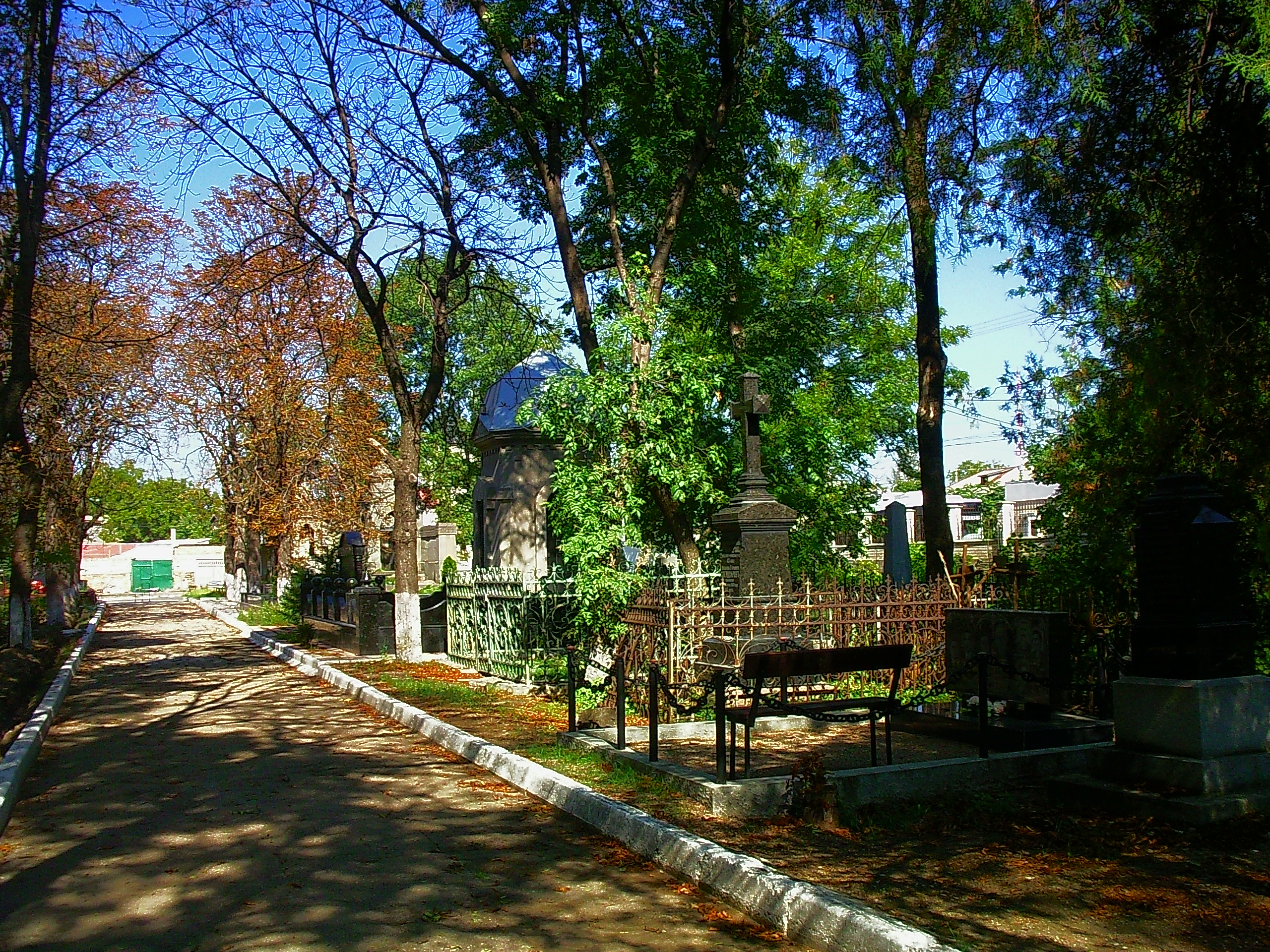
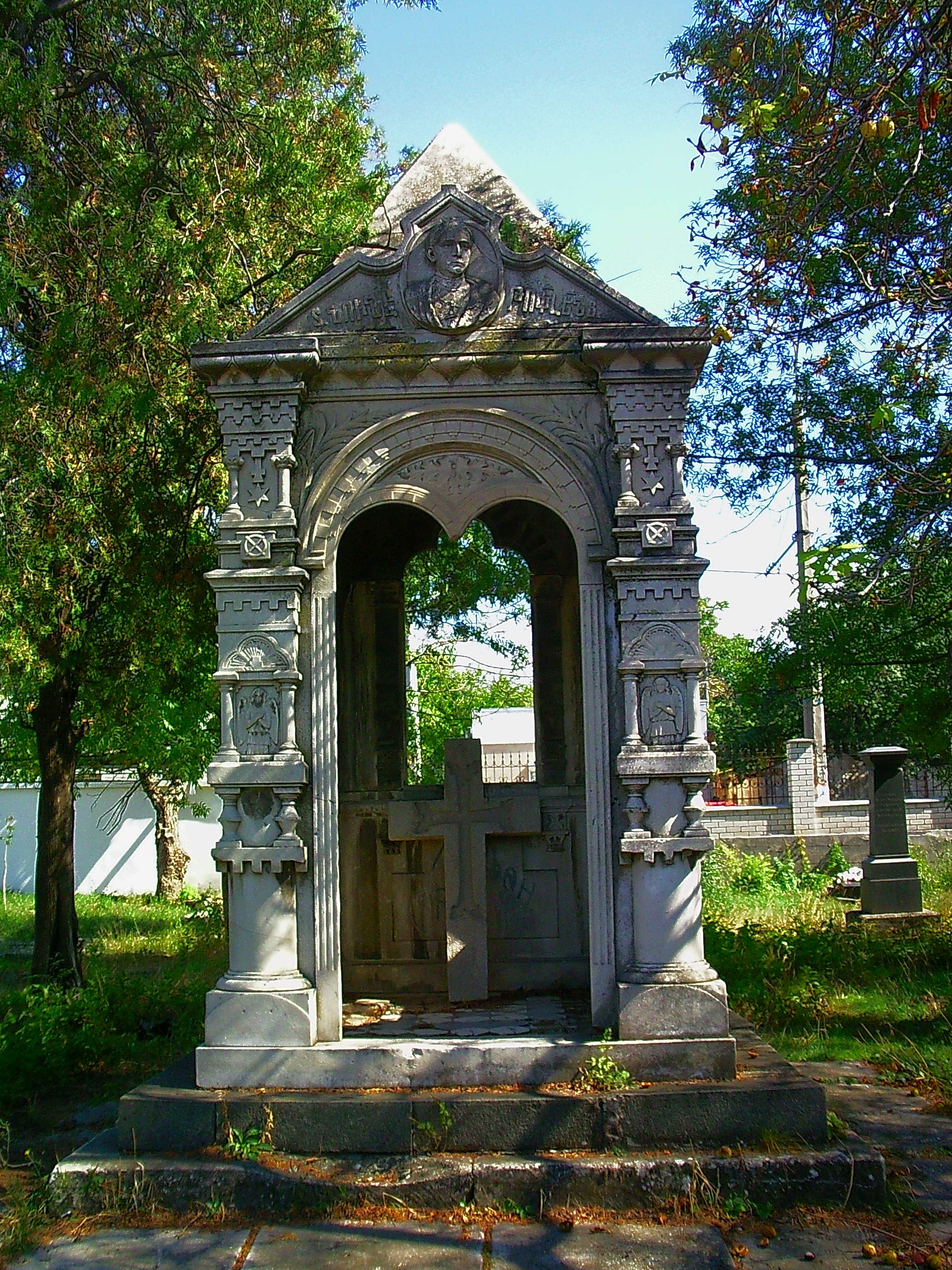
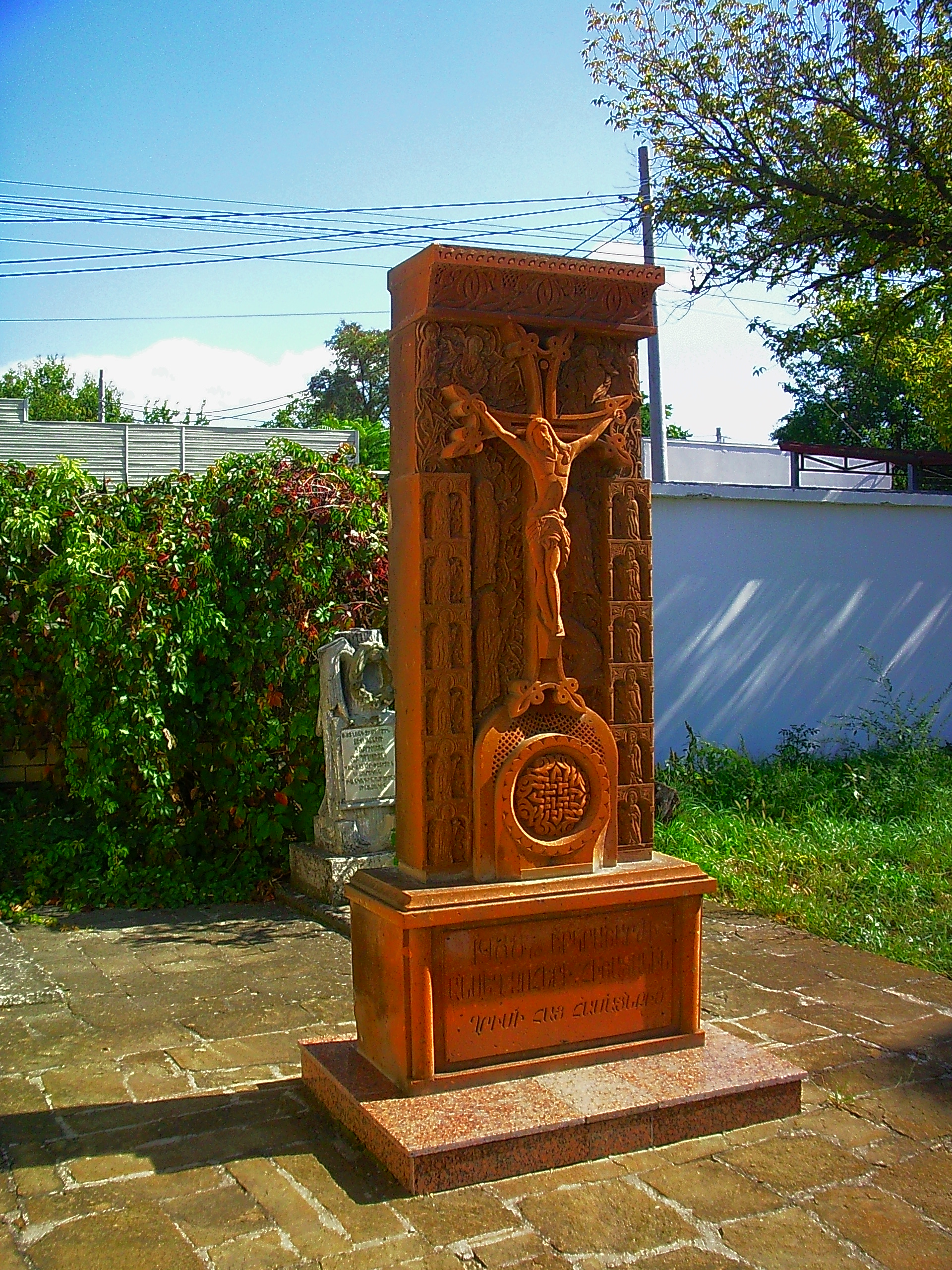